# 五箇公貴
五箇 公貴（ごか きみたか、1975年〈昭和50年〉2月3日 - ）は、日本の映像プロデューサー。『舟を編む』（日本アカデミー賞最優秀作品賞）『ゴッドタン キス我慢選手権』『田原総一朗の遺言』『やりすぎコージー』『サ道』『電影少女 VIDEO GIRL』を手掛ける。近年ではVTuberに使われる3DCG技術を使った『四月一日さん家の』などジャンルやプラットフォームにとらわれない幅広い作品をプロデュース。株式会社maroyaka 代表取締役、株式会社ゴカ専務取締役。東京都北区王子出身、早稲田大学卒業。

## 経歴
1975年（昭和50年）2月3日、東京都北区王子に生まれる。早稲田大学卒業。
1998年（平成10年）テレビ東京に入社。
事業部で舞台やイベントを担当した後、制作部で『大人のコンソメ』『やりすぎコージー』『ゴッドタン』などのバラエティを担当。
テレビドラマ『湯けむりスナイパー』『ナイトヒーロー NAOTO』『電影少女 VIDEO GIRL シリーズ』『四月一日さん家の』『サ道』などをプロデュース。
その後、映画プロデューサーとして『ゴッドタン キス我慢選手権 THE MOVIE』『ローカル路線バス乗り継ぎの旅 THE MOVIE』を手がける。
2013年（平成25年）4月公開された映画『舟を編む』（プロデューサー担当）が日本アカデミー賞最優秀作品賞含む6部門他　各映画賞受賞。
2017年（平成29年）5月公開された映画『夜空はいつでも最高密度の青色だ』（プロデューサー担当）がキネマ旬報ベストテン第1位含む　各映画賞受賞。
2020年（令和2年）3月、テレビ東京を退社。エンターテイメント会社、株式会社maroyakaを起業。5月、日本サウナ・スパ協会からサウナ普及活動に貢献したことを評価されて感謝状を授与。
同年、文春オンラインにて『サウナ人生、波乱万蒸。』連載開始。
2021年（令和3年）個性派俳優・荒川良々のYouTubeチャンネル『良々のお通し』を立ち上げる。
2022年（令和4年）BABEL LABELに企画プロデューサーとして参加。
2023年（令和5年）文藝春秋から初の著書『サイコーサウナ』を出版。文春オンラインで2年半連載した「サウナ人生、波乱万蒸。」に書き下ろしを加え書籍化。全国のスペシャルなサウナの紹介と、どうやって作り上げたか。サウナに人生をかけた人達の物語を余すことなく描いた。

## 人物
サウナ・スパ健康アドバイザー資格を取得。

## 作品
担当作品は番組HP、番組wikipedia、maroyaka仕事一覧を参照

### 映画
- 『LOVE まさお君が行く!』（松竹配給、2012年6月23日公開）– プロデューサー
- 『舟を編む』（松竹配給、2013年4月13日公開）– プロデューサー
- 『マダム・マーマレードの異常な謎』（テレビ東京配給、2013年10月25日・11月22日公開） - プロデューサー
- 『ゴッドタン キス我慢選手権 THE MOVIE』シリーズ（東宝配給、2013年・2014年公開） - プロデューサー
- 『ローカル路線バス乗り継ぎの旅』（アスミック・エース配給、2016年2月13日公開）
- 『夜空はいつでも最高密度の青色だ』（東京テアトル配給、2017年5月27日公開） – プロデューサー
- 吉本沖縄国際映画祭出品短編映画『営業1∞万回』 - プロデューサー
- 吉本沖縄国際映画祭出品短編映画『ピラメキ子役物語』 - プロデューサー
- 吉本沖縄国際映画祭出品短編映画『僕が命をいただいた7日間』 - プロデューサー
- 吉本沖縄国際映画祭出品短編映画『ビッチ』 - プロデューサー
- 吉本沖縄国際映画祭出品短編映画『愛MY〜タカラモノと話せるようになった女の子の話〜』 - プロデューサー

### テレビ
★印はテレビ東京

#### ドラマ
- 『去年ルノアールで』 - 企画、プロデューサー ★
- 『デッドストック〜未知への挑戦〜』 – プロデューサー ★
- 『サ道』 – プロデューサー ★
- 『デリパンダ〜おしゃべりデリ坊、東京ド真ん中配達中〜』 – プロデューサー ★
- 『100万円の女たち』（Netflix・テレビ東京共同制作） - プロデューサー ★
- 『ナイトヒーロー NAOTO』 – プロデューサー ★
- 『怪奇恋愛作戦』 – プロデューサー ★
- 『四月一日さん家の』 – 企画・プロデューサー ★
- 『吉祥寺だけが住みたい街ですか?』 – プロデューサー ★
- 『リバースエッジ 大川端探偵社』 – プロデューサー ★
- 『電影少女』 – プロデューサー（テレビ東京とAmazon Prime Videoの共同制作） ★
- 『湯けむりスナイパー』 – プロデューサー ★
- 『 スモーキング』 – プロデューサー ★
- 『週刊 赤川次郎』 – プロデューサー ★
- 『ノーコン・キッド 〜ぼくらのゲーム史〜』 – プロデューサー ★
- 『美容少年★セレブリティ』 – プロデューサー ★
- 『ケータイ捜査官7』 – プロデューサー ★
- 『30minutes』 – プロデューサー ★
- 『めしばな刑事タチバナ』 - プロデューサー ★
- 『モテキ』 - プロデューサー ★
- 『天狗の台所』 - プロデューサー
  - 『天狗の台所2』 - プロデューサー

#### バラエティー
- 『やりにげコージー』 – AP ★
- 『ぶちぬき』 – AP ★
- 『大人のコンソメ』 – AP ★
- 『シブスタ S.B.S.T』 – AP ★
- 『ド短期ツメコミ教育!豪腕!コーチング!!』 – AP ★
- 『シロウト名鑑』 – プロデューサー ★
- 『美しい男性!』 – プロデューサー ★
- 『えいせい魂』 - 企画・プロデューサー ★
- 『TVチャンピオン2』 – キャスティング ★
- 『ロンブーの怪傑!トリックスター』 – プロデューサー ★
- 『ゴッドタン』 – プロデューサー ★
- 『今年も生だよ芸人集合 笑いっぱなし伝説』 – プロデューサー ★
- 『メンズ温泉』（BSジャパン） - プロデューサー
- 『やりすぎコージー』 – プロデューサー ★
- 『ピラメキーノ』 – プロデューサー ★
- 『言語遊戯王 THE TV』 – プロデューサー ★
- 『本当にあった!恐いデーブ』 – プロデューサー ★

#### ドキュメンタリー
- BSジャパン開局10周年記念番組『田原総一朗の遺言』（BSジャパン） - プロデューサー

#### アニメ
- 『ぼさにまる』 – プロデューサー

#### 音楽番組
- 『音楽ば〜か』 – プロデューサー ★

#### 情報番組
- 『シネマ通信』 - プロデューサー ★

## 出演

### ラジオ
- 『音楽マンション　プレゼンツ　Life with Music』（渋谷クロスFM）

### 雑誌
- 『ユリイカ』（青土社） - ケラリーノ・サンドロヴィッチと対談
- 『BRUTUS』（マガジンハウス） - ※ 連載「ステイホームセンター」

### ウェブサイト
- 文春オンライン（文藝春秋） - ※ 連載『サウナ人生、波乱万蒸。』

### イベント
- 『したまちコメディ映画祭in台東』 – 審査員
- 早稲田大学演劇博物館主催『新宿1968-69 ドキュメンタリー／ハプニング／ジャズ』（大隈記念講堂大講堂、田原総一朗、山下洋輔ほか） - パネラー[7]

## 書籍
- 『サイコーサウナ』（文藝春秋、2023年1月11日）　ISBN 978-4163916392